# گریویاک
گریویاک (به بلغاری: Grivyak) یک منطقهٔ مسکونی در بلغارستان است که در شهرستان کیرکوفو واقع شده‌است.